# OFC-mästerskapet i futsal
OFC-mästerskapet i futsal (engelska: OFC Futsal Nations Cup, mellan 1992 och 2019, OFC Futsal Championship) är en mästerskapstävling i futsal för herrlandslag som spelar under den oceaniska fotbollsfederationen OFC. Den första turneringen spelades 1992 och har sedan dess varierat i spelfrekvens. Turneringen räknas som kval till Världsmästerskapet i futsal.

## Medaljörer
| År   | Värdnation     | Final        | Final              | Final          | Match om tredjepris | Match om tredjepris | Match om tredjepris       |
| År   | Värdnation     | Vinnare      | Resultat           | Tvåa           | Trea                | Resultat            | Fyra                      |
| ---- | -------------- | ------------ | ------------------ | -------------- | ------------------- | ------------------- | ------------------------- |
| 1992 | Australien     | Australien   | Gruppspel          | Vanuatu        | Nya Zeeland         |                     | Enbart tre deltagande lag |
| 1996 | Vanuatu        | Australien   | Gruppspel          | Vanuatu        | Fiji                | Gruppspel           | Västra Samoa              |
| 1999 | Vanuatu        | Australien   | Gruppspel          | Fiji           | Vanuatu             | Gruppspel           | Papua Nya Guinea          |
| 2004 | Australien     | Australien   | Gruppspel          | Nya Zeeland    | Vanuatu             | Gruppspel           | Fiji                      |
| 2008 | Fiji           | Salomonöarna | Gruppspel          | Tahiti         | Vanuatu             | Gruppspel           | Nya Zeeland               |
| 2009 | Fiji           | Salomonöarna | 8 – 1              | Fiji           | Vanuatu             | 6 – 2               | Nya Kaledonien            |
| 2010 | Fiji           | Salomonöarna | Gruppspel          | Fiji           | Nya Zeeland         | Gruppspel           | Vanuatu                   |
| 2011 | Fiji           | Salomonöarna | 6–4                | Tahiti         | Nya Zeeland         | 1 – 1 (5 – 4 str.)  | Galicien                  |
| 2013 | Nya Zeeland    | Australien   | 5–1                | Malaysia       | Nya Zeeland         | 1–0                 | Tahiti                    |
| 2014 | Nya Kaledonien | Malaysia     | Gruppspel          | Nya Kaledonien | Nya Zeeland         | Gruppspel           | Tahiti                    |
| 2016 | Fiji           | Salomonöarna | Gruppspel          | Nya Zeeland    | Tahiti              | Gruppspel           | Vanuatu                   |
| 2019 | Nya Kaledonien | Salomonöarna | 5 – 5 (2 – 1 str.) | Nya Zeeland    | Tahiti              | 5 – 5 (3 – 1 str.)  | Nya Kaledonien            |
| 2022 | Fiji           | Nya Zeeland  | 6 – 2              | Salomonöarna   | Nya Kaledonien      | 5 – 3               | FFA President's Five      |
| 2023 | Nya Zeeland    | Nya Zeeland  | 5 – 0              | Tahiti         | Salomonöarna        | 5 – 3               | Fiji                      |